# Alfred Roques
Vous lisez un « bon article » labellisé en 2015.
Pour les articles homonymes, voir Roques.
Pas d'image ? Cliquez ici

a Compétitions nationales et continentales officielles uniquement.

b Matchs officiels uniquement.
Alfred Roques, né le 17 février 1925 à Cazes-Mondenard dans le Tarn-et-Garonne, mort le 7 novembre 2004 à Cahors dans le Lot, est un joueur de rugby à XV international français qui évolue au poste de pilier droit du milieu des années 1950 jusqu'au milieu des années 1960.
Il joue au football avant de changer de sport pour le rugby à XV à l'âge de 26 ans, s'engageant d'abord avec Moissac. Il est repéré et recruté par le Stade cadurcien qui joue à partir de 1955 au plus haut niveau.
Il compte trente sélections en équipe de France entre 1958 et 1963. Il est un des acteurs de la victoire française lors de quatre Tournois des Cinq Nations (1959, 1960, 1961 et 1962). Il participe aux tournées en Afrique du Sud en 1958 et en Argentine en 1960.

## Carrière sportive

### Jeunesse et football

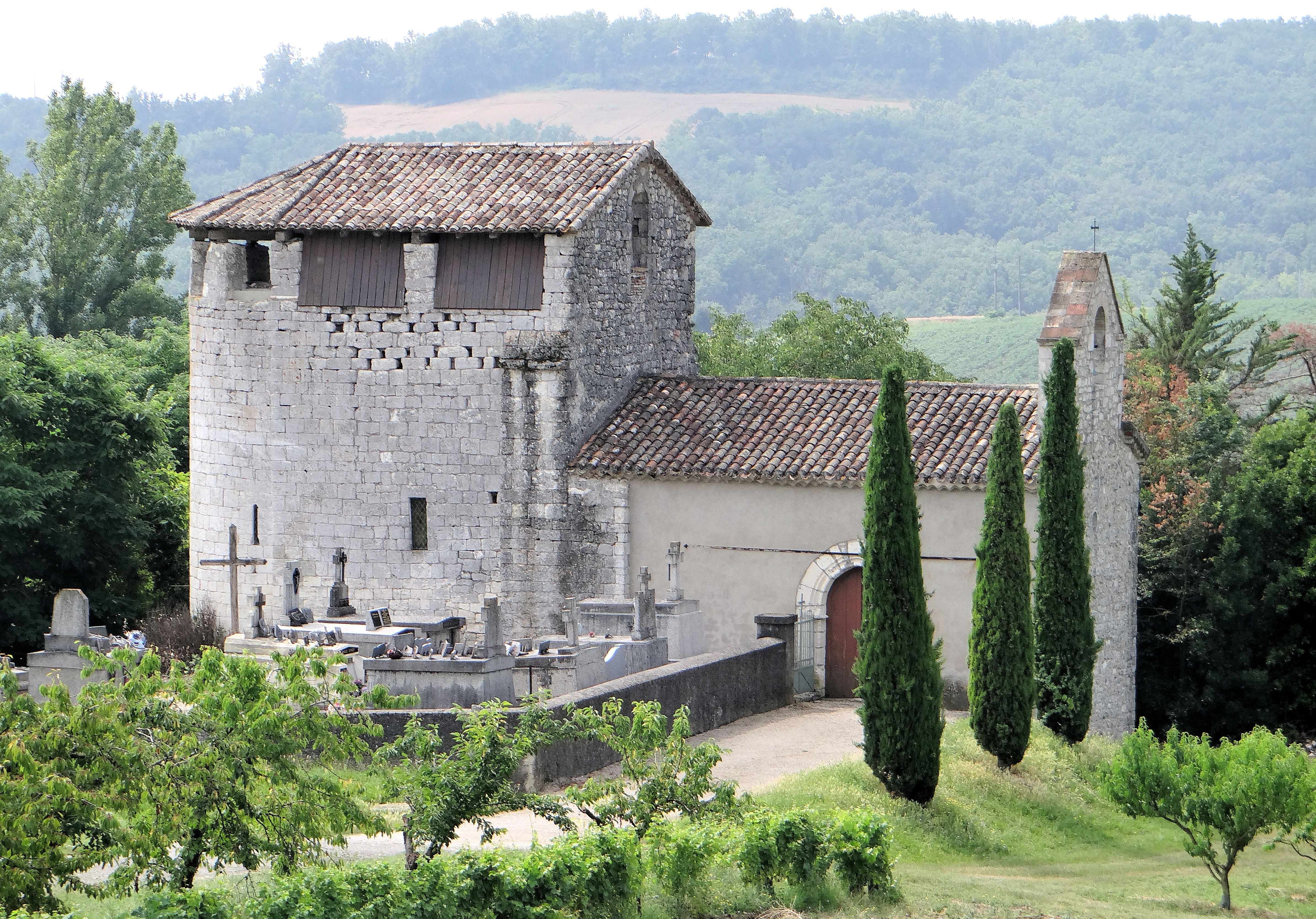
L'église Saint-Pierre-de-Bruyères du village de Cazes-Mondenard, où Alfred Roques vit jusqu'à l'âge de 29 ans.

Alfred Roques naît le 17 février 1925 à Cazes-Mondenard dans le Tarn-et-Garonne au nord du département près du Lot, dans une famille d'origine modeste, d'un père et d'une mère agriculteurs. Il grandit avec ses sept frères et sœurs dans une ferme esseulée au milieu des vignes, appelée "Lou Boun Diou". C'est le sixième enfant d'Abel Roques, les plus grands se prénomment André, Alban, Armand, Albert, Adrienne et les deux derniers Marcel et Sylvette.
Il pratique le football dans le club de son village, au poste de défenseur, c'est la seule activité sportive au village.

### Rugby à XV, débuts à Moissac, puis départ pour Cahors
À l'âge de 26 ans, Alfred Roques se laisse convaincre et prend une licence de rugby à XV en 1951 au club de l'Avenir moissagais. Il brille rapidement et le docteur Vaysse, le médecin de la famille, le recommande au docteur Garnal, président du Stade cadurcien. Il accepte de signer un contrat de joueur de rugby à Cahors, s'il y dispose d'un travail « stable et en plein air ». Ayant travaillé comme agriculteur à Cazes-Mondenard, on lui propose de devenir chef du service d'entretien du stade municipal de Cahors. Il accepte et évolue à compter de la saison 1953-1954 à Cahors. Le Stade cadurcien est champion de France de deuxième division à la fin de la saison 1954-1955 en s'imposant le 22 mai 1955 contre le Stade hendayais sur le score de 14-0, et accède en première division.
Alfred Roques reçoit sa première cape à l'âge de 33 ans le 9 mars 1958 contre les Wallabies,,.
En effet, lors de la deuxième journée du Tournoi des Cinq Nations 1958, la France s'incline 0-14 au stade olympique Yves-du-Manoir de Colombes contre l'Angleterre ; après avoir subi trois essais dont un transformé et un but de pénalité, soit le score le plus sévère concédé par les Français à Colombes depuis trente ans, et une sixième défaite consécutive dans le Tournoi — la France a perdu tous ses matchs, elle est dernière avec la cuillère de bois du Tournoi des Cinq Nations 1957, — les sélectionneurs de l'équipe de France remplacent toute la ligne d'attaque par celle de Lourdes,. De même, Marcel Laurent se laisse convaincre par Jean Prat et donne sa chance à Alfred Roques. En effet, Lourdes s'est déplacé à Cahors quelques jours auparavant et a eu des difficultés pour s'imposer (16-12), le pilier cadurcien étant particulièrement impressionnant. En quatre années, les coéquipiers lotois d'Alfred Roques sont passés de la deuxième division aux premiers rangs du rugby français sous la direction d'André Melet,, champion de France avec le Stade toulousain en 1946-1947.

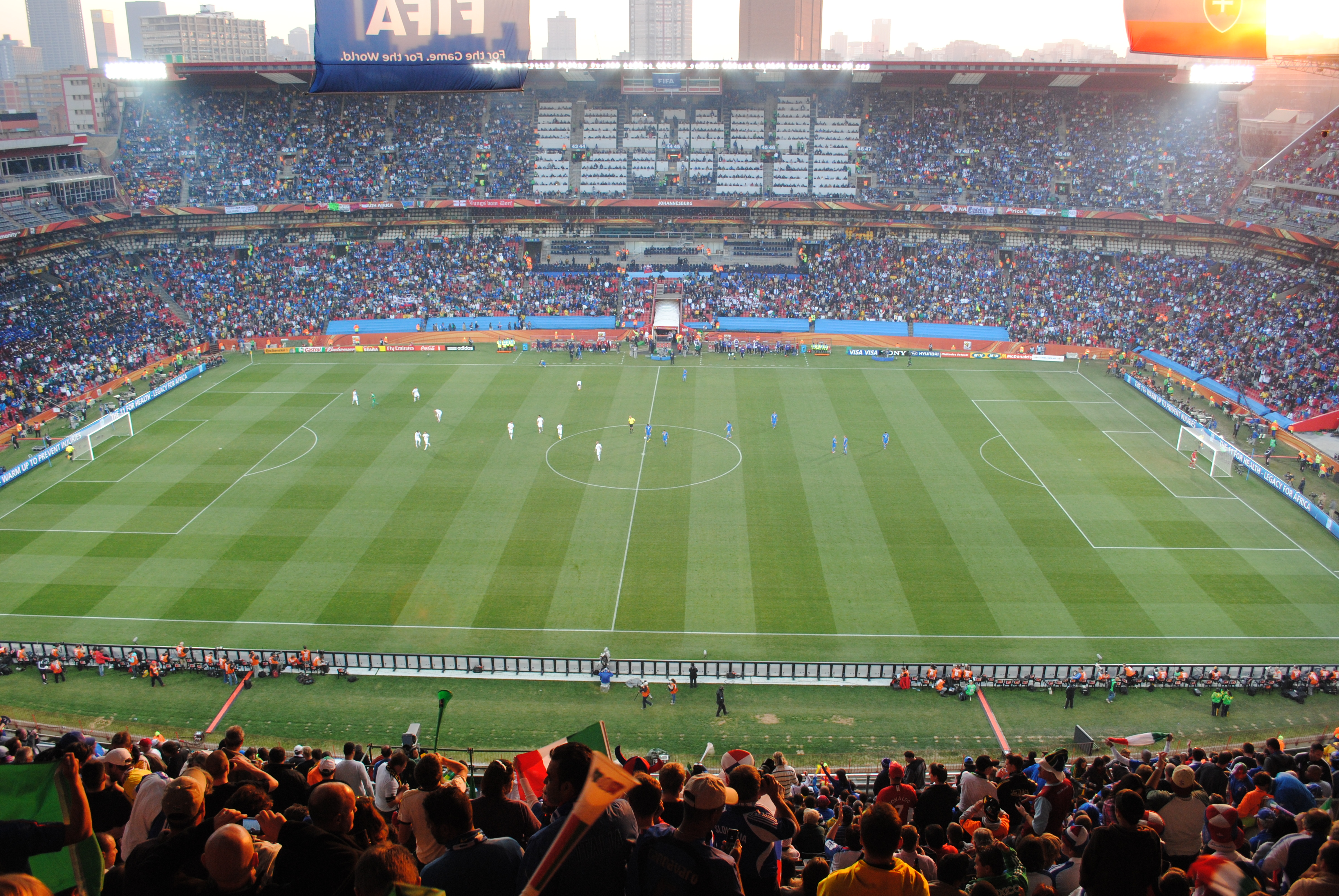
Le stade Ellis Park de Johannesbourg, ici en 2010, est le stade où s'imposent 9-5 Alfred Roques et ses coéquipiers contre les Springboks.

Avec Roques et les Lourdais, la France s'impose largement 19-0, soit le plus grand écart de points concédé par les Australiens au cours de leur tournée européenne et le plus grand écart de points obtenu par la France contre une équipe anglo-saxonne. Pour le journaliste du Monde, Alfred Roques a été excellent ; pour Jérôme Prévôt, « il donne des cauchemars à son vis-à-vis australien alors qu'on annonçait les Wallabies très forts en première ligne ».
Alfred Roques fait ses débuts dans le Tournoi trois semaines après, le 29 mars 1958 ; il fait partie de l'équipe qui bat l'équipe du pays de Galles à l'Arms Park de Cardiff (16-6),. C'est la deuxième victoire française au pays de Galles de toute l'histoire et la première victoire depuis six ans contre les Gallois. La France remporte les deux derniers matchs du Tournoi. La victoire contre l'Irlande est chanceuse ; Alfred Roques a convaincu les observateurs. Contre le solide pilier gallois Ray Prosser, le pilier cadurcien a été solide. Pour le match disputé contre l'Italie et l'Irlande, Alfred Roques a le soutien en deuxième ligne de son coéquipier de club Bernard Momméjat à son tour sélectionné ; c'est le premier joueur du XV de France à dépasser le mètre quatre-vingt-dix.
En championnat, Alfred Roques et ses coéquipiers ne parviennent pas à satisfaire les attentes nées de la première phase ; ils s'inclinent 3-0 à Périgueux contre Tulle en seizièmes de finale de la saison 1957-1958.

### Tournée en Afrique du Sud, Petits Chelems

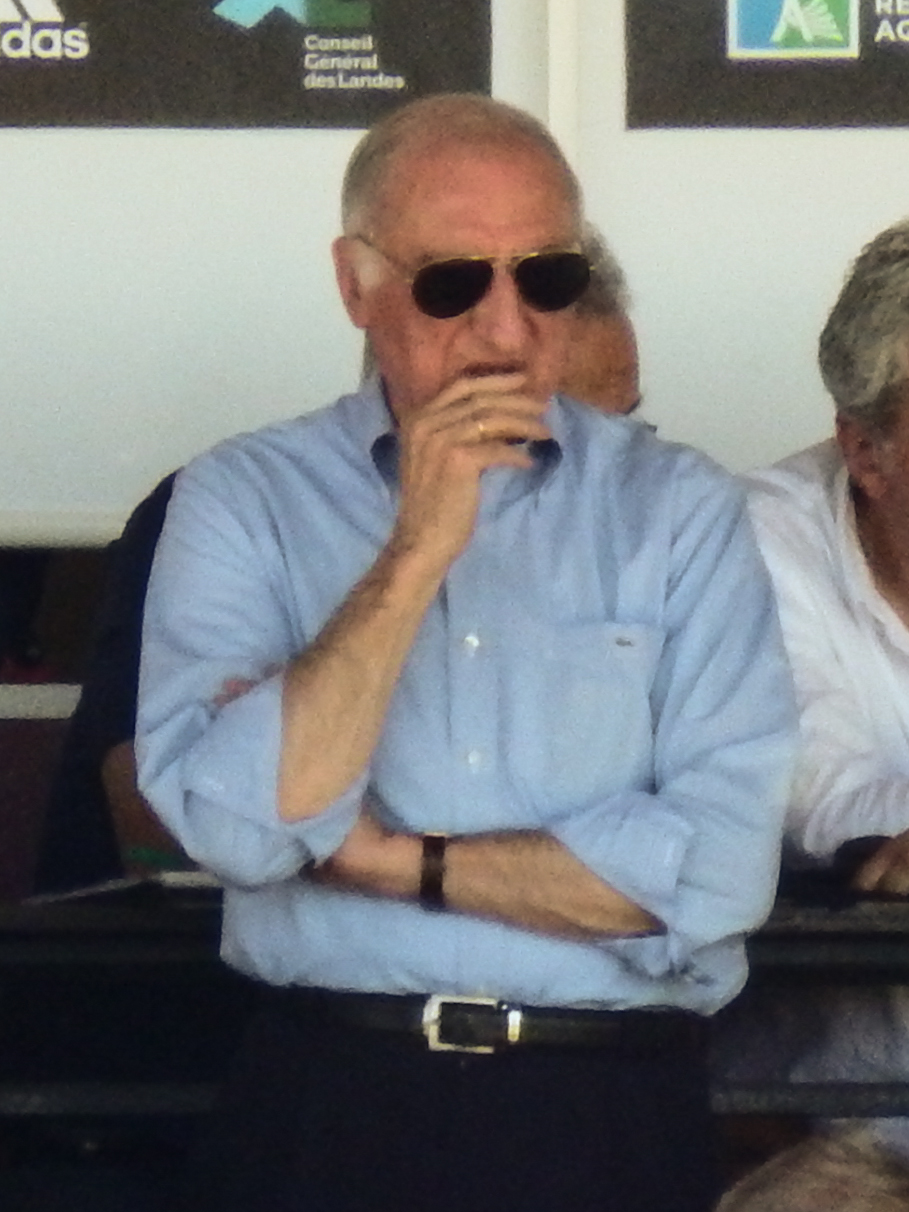
Pierre Albaladejo, ici en 2015, joue avec Alfred Roques en équipe nationale de 1960 à 1963.

Alfred Roques est sélectionné pour la tournée de l'équipe de France de rugby à XV en 1958 en Afrique du Sud ; il fait face aux avants Springboks Piet du Toit et Chris Koch sans souci,, la presse locale l'affuble du surnom de The Wild One (« le sauvage » en français) ou The Rock. Chris Koch qualifie son vis-à-vis français de « meilleur pilier du monde » avant la rencontre. La première tournée d'une équipe de rugby à XV représentant la France dans une nation du Commonwealth de l'hémisphère Sud a abouti sur une victoire finale dans la série de test matchs avec une victoire et un match nul.
Quand le pilier de Cahors est félicité pour avoir joué sans un mot neuf des dix matchs de la tournée, il répond : « Bah ! quand on ne travaille pas, c'est facile ! ». Pour la première fois, des joueurs français se consacrent uniquement, le temps de cette tournée de six semaines, au rugby à XV : entraînement quotidien. Pour un travailleur de force comme Alfred Roques — il est employé municipal dans le civil — cela s'apparente presque à des vacances.
Retenu cette fois pour l'entame du Tournoi des Cinq Nations 1959 contre l'Écosse comme la quasi-équipe complète victorieuse des Springboks, Alfred Roques souffre en première période d'un décollement de cartilage costal,. La France concède le match nul 3-3 en Angleterre, le pilier lotois est de nouveau touché à la nuque et amoindri,. L'équipe de France parvient à gagner son premier tournoi en solitaire en 1959. Les Français terminent seuls en tête du Tournoi, avec deux victoires, un nul et une défaite. C'est moins bien qu'en 1951, 1954 et 1955 (trois succès) mais les adversaires se sont neutralisés. Pour le match décisif contre le pays de Galles, ce sont les avants qui sont à l'origine des deux essais.
François Moncla succède à Lucien Mias comme capitaine de l'équipe de France. Lors de la deuxième rencontre du Tournoi 1960, l'équipe de France concède le match nul 3-3 à Colombes, contre l'Angleterre. Les coéquipiers d'Alfred Roques s'imposent le 26 mars 1960 16-8 au pays de Galles à Cardiff puis gagnent 23-6 contre les Irlandais, soit le plus large succès sur des Britanniques. La France s'impose seule dans le Tournoi, c'est le Petit Chelem, une victoire sans défaite (trois matchs gagnés et un match nul). Les Français rééditent cette performance en Tournoi 1961, pour une nouvelle victoire avec le Petit Chelem. Entre-temps, le pilier lotois est sélectionné pour la tournée de l'équipe de France en 1960 en Argentine et dispute trois test-matchs victorieux.
Le 18 février 1961, un match très engagé oppose Français et Sud-Africains, les avants vont au combat et le score reste nul et vierge 0-0,.

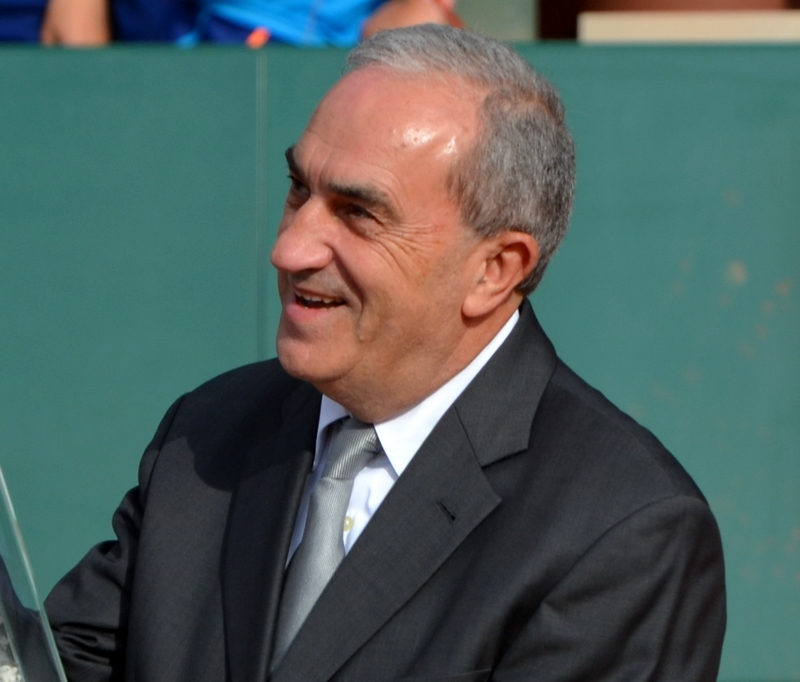
Jean Gachassin, coéquipier d'Alfred Roques en équipe nationale de 1961 à 1963 et adversaire en club avec Lourdes depuis 1960.

En championnat en club, Alfred Roques et ses coéquipiers parviennent lors de la saison 1959-1960 à passer le cap des seizièmes de finale après s'être qualifiés lors de la première phase ; ils s'inclinent toutefois 10-3 contre Lourdes en huitième. En 1961-1962, Alfred Roques et ses partenaires progressent encore en s'imposant 9-0 contre le Biarritz olympique en huitième avant de s'incliner seulement 3-0, un but de Paul Dedieu, contre l'AS Béziers futur finaliste.
Alfred Roques est sélectionné pour disputer les quatre rencontres du Tournoi des Cinq Nations 1962 ; après avoir gagné contre l'Écosse 11-3 à Murrayfield, l'Angleterre 13-0 à Colombes avec un bon travail des avants, la France et Alfred Roques s'inclinent 3-0 à Cardiff devant des avants gallois redoutables, ils battent les Irlandais 11-0 en France pour s'imposer de nouveau comme vainqueurs du Tournoi. C'est le quatrième succès français consécutif et le quatrième pour Alfred Roques.
Le 3 janvier 1963, le Stade cadurcien et Alfred Roques s'inclinent 3-6 à Mont-de-Marsan en Challenge Béguère, pour une rentrée « satisfaisante » du pilier lotois avant le début du Tournoi des Cinq Nations 1963. Alfred Roques connaît sa dernière sélection le 12 janvier 1963, à l'âge de 37 ans et 10 mois ; il est le plus vieux joueur à jouer en équipe de France. La France s'incline devant l'Écosse 11-6 et pour le journaliste du Monde, le pack d'avants est en cause, dominé par son vis-à-vis.
En 1962-1963, Alfred Roques et ses partenaires perdent en quart de finale du championnat 3-0 contre Lourdes dans un match sans jeu. Alfred Roques obtient en 1963 l'Oscar du Midi olympique, récompensant le meilleur joueur français du championnat. Le 6 avril 1964, Alfred Roques retrouve le club de Lourdes en seizième de finale de la saison 1963-1964 et comme pour toutes les rencontres disputées depuis l'accession du club, les Lotois s'inclinent face au club de la cité mariale,. Malgré les charges d'Alfred Roques qui se met en évidence, ses coéquipiers subissent 2 essais transformés et 1 but de pénalité pour un essai transformé en faveur, soit un score de 13-5
Il termine son parcours rugbystique à Gourdon,.

## Palmarès en équipe nationale
Alfred Roques a remporté quatre Tournois en 1959, 1960, 1961 et 1962. En 1960 et en 1961, c'est le Petit Chelem, une victoire sans défaite (trois matchs gagnés et un match nul). Alfred Roques termine une fois à la deuxième et à la troisième place.
| Édition           | Rang | Résultats France | Résultats Roques | Matchs Roques |
| ----------------- | ---- | ---------------- | ---------------- | ------------- |
| Cinq Nations 1958 | 3    | 2 v, 0 n, 2 d    | 2 v, 0 n, 0 d    | 2/4           |
| Cinq Nations 1959 | 1    | 2 v, 1 n, 1 d    | 2 v, 1 n, 1 d    | 4/4           |
| Cinq Nations 1960 | 1    | 3 v, 1 n, 0 d    | 3 v, 1 n, 0 d    | 4/4           |
| Cinq Nations 1961 | 1    | 3 v, 1 n, 0 d    | 3 v, 1 n, 0 d    | 4/4           |
| Cinq Nations 1962 | 1    | 3 v, 0 n, 1 d    | 3 v, 0 n, 1 d    | 4/4           |
| Cinq Nations 1963 | 2    | 2 v, 0 n, 2 d    | 0 v, 0 n, 1 d    | 1/4           |

Légende : v = victoire ; n = match nul ; d = défaite ; la ligne est en gras quand il y a Grand Chelem.

## Statistiques en équipe nationale
De 1958 à 1963, Alfred Roques dispute 30 matchs avec l'équipe de France sans marquer de point. Il participe notamment à six Tournois des Cinq nations de 1958 à 1963, disputant dix-neuf matchs consécutifs. Il remporte quatre tournois. Il participe aux tournées en Afrique du Sud en 1958 et en Argentine en 1960.
Alfred Roques débute en équipe nationale à 33 ans le 9 mars 1958 et reste titulaire du poste de pilier droit jusqu'à l'année 1963.

## Style, surnoms
Dans un portrait, Robert Barran, rédacteur en chef du Miroir du rugby, écrit en janvier 1963 : « Pour qui le rugbyman est inséparable de l'homme, il (Alfred Roques) constitue un exemple. Ce qu'est la bonté chez un homme fort, il l'a exprimé. Ce qu'est un homme fort dans une mêlée, il l'a exprimé aussi. […] À Twickenham comme à Murrayfield, à Lansdowne Road de Dublin comme à l'Arms Park de Cardiff, son empreinte demeurera. Comme elle est gravée à Capetown et à Johannesburg à la suite de l'inoubliable épopée sud-africaine ». Alfred Roques est un pilier solide, un « hercule rural et placide » avec de la qualité cardiaque et musculaire. En août 1958, il pèse 98 kilogrammes pour 1,78 m.
Il a 33 ans quand il fait ses débuts internationaux et un crâne dégarni qui le fait paraître encore plus vieux que son âge. Aussi, est-il surnommé Le Pépé du Quercy. Lors de la tournée de l'équipe de France de rugby à XV en 1958 en Afrique du Sud, il fait face aux avants Springboks sans problème,, la presse locale l'affuble du surnom de The Wild One (« le sauvage » en français) ou The Rock. Il est aussi surnommé "Alfrédou", "Alfred le chauve", "l'homme tranquille", "le sanglier", "la montagne", "le sauvage", "Gibraltar" et "la Tour de béton".

## Reconnaissances

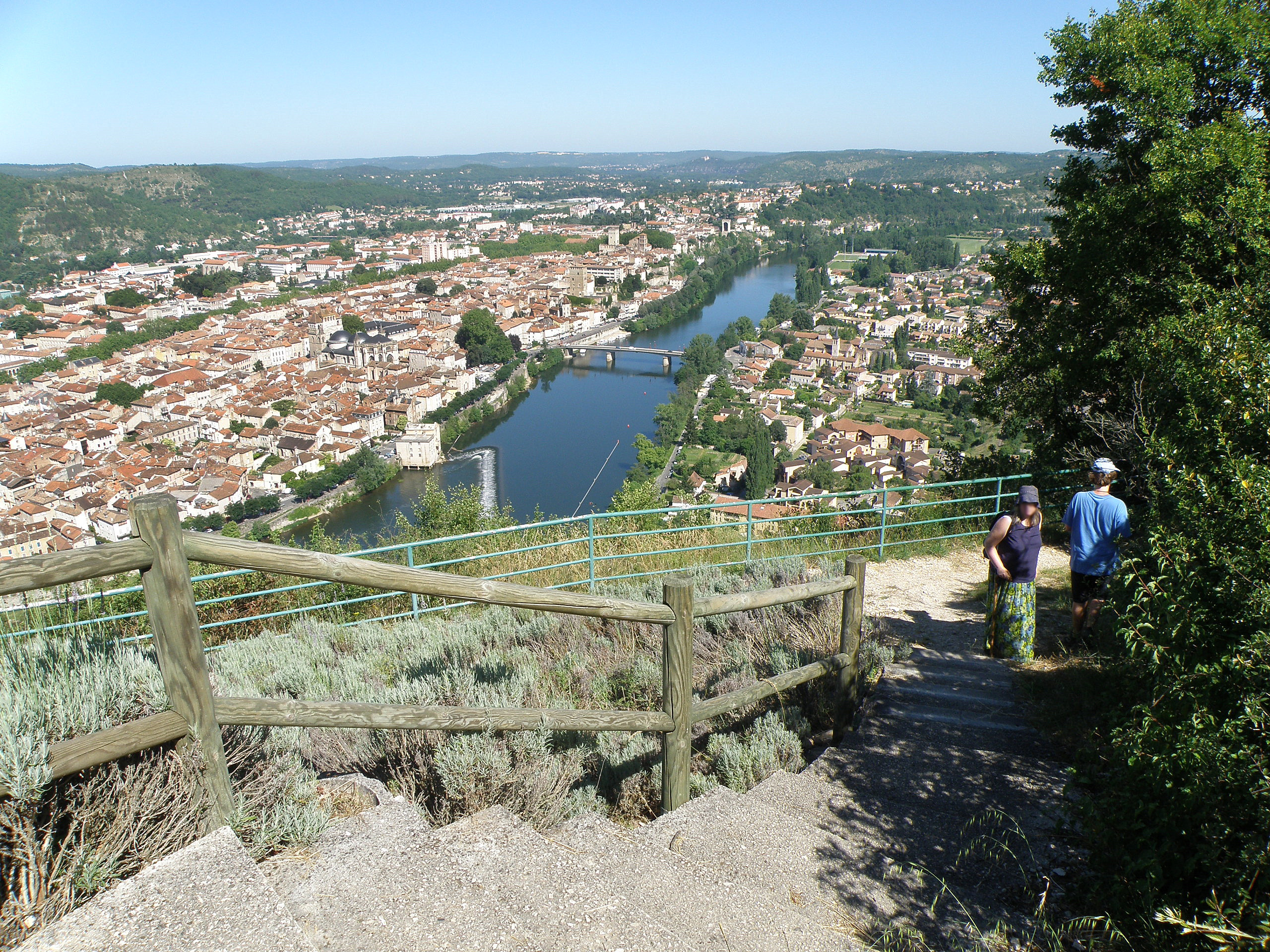
Le stade de Cahors et la plaine de jeux Alfred-Roques située derrière apparaissent en haut et à droite au bord du Lot (rive gauche du Lot).

En 1958, quand Alfred Roques rentre de la tournée en Afrique du Sud, lui et Bernard Momméjat sont faits citoyens d'honneur de la ville de Cahors.
Alfred Roques obtient l'Oscar du Midi olympique (meilleur joueur français du championnat) en 1963. En 1998, il reçoit un « Bélier d'Or » d'une association de premières lignes du « XV de France ».
Alfred Roques est décoré de l'ordre du Mérite sportif et de l'ordre national du Mérite.
La plaine de jeux située derrière le terrain officiel de rugby à XV du stade Lucien-Desprats de la ville de Cahors, porte le nom d'Alfred Roques depuis décembre 2014, dix ans après son décès,. Un tournoi annuel de jeunes joueurs du rugby à XV est organisé par Cahors rugby et porte son nom.

## Autres activités
Alfred Roques a vécu à Cahors dans le Lot, où il s'établit avec Noëlle sa femme, qu'il épouse en juillet 1954. Il a quatre filles,, dix petits enfants. Il décède à l'âge de 79 ans le 7 novembre 2004 à l'hôpital de Cahors. Son corps repose au cimetière de Martissan, dans le hameau de Cazes-Mondenard[réf. nécessaire].
En construisant sa maison à Cahors, il renonce à la tournée en Nouvelle-Zélande et en Australie en 1961.
Après avoir travaillé à la ferme paternelle comme agriculteur à Cazes-Mondenard dans le Tarn-et-Garonne, il est devenu chef du service d'entretien du stade municipal de Cahors. Avec sa femme Noëlle, il a géré un restaurant à Cahors, La Poule au Pot rue Saint-James.